# جان بول مارشان
جان بول مارشان هو سياسي كندي، ولد في 13 سبتمبر 1944 في بنيتنجويشين في كندا. حزبياً، نشط في الكتلة الكيبيكية. وقد انتخب عضو مجلس العموم الكندي.